# Krzaki (Głębowice)
Krzaki – część wsi Głębowice w Polsce, położona w województwie małopolskim, w powiecie oświęcimskim, w gminie Osiek.
W latach 1975–1998 Krzaki administracyjnie należały do województwa bielskiego.